# Lunda, Östhammars kommun
Lunda är en by med många jordbruksfastigheter 7 km norr om Alunda samhälle i Östhammars kommun.
Lunda omtalas första gången 1291 ('in Lundby'), då kanikern Salomon testamenterade 2 örtuglandi byn till Nils i Smaras söner. Lunda omfattade 1541-78 ett mantal skatte, från 1566 med en kvarn, samt ett hemman som först tillhörde Klara kloster, därefter Gustav Vasa som arv och eget, Danvikens hospital och 1578 var frälsejord.
I Lunda finns en gammal kvarn, som återuppbyggdes efter en brand 1937. I början på förra seklet drevs kvarnen med vattenkraft från den intilliggande Kilbyån. Den sista mjölnaren var Algot Gustafsson, tidigare ägare var Anders Gabrielsson och Alfred Jansson.
Lundafältet är ett nedlagt militärt flygfält som nu drivs av en allians med representanter från 12 föreningar från orten. Företag och klubbar hyr fältet för testkörning och utbildning av mc- och bilförare. Lundafältet är nu en av de banor som Svenska motorcykelförbundet miljöcertifierat.
Lundaplan är Almo BK:s fotbollsplan, en fin anläggning, nu med stora lokaler efter utbyggnad. Almo, begynnelsebokstäverna i Alunda JUF:s gymnastik- o. idrottsklubb samt Morkarla IF efter sammanslagningen 1954.